# William Joseph Wilson
William Joseph Wilson (* 1818 in New York; † spätestens 1879) war ein US-amerikanischer Schriftsteller, Schulleiter und Menschenrechtsaktivist.

## Bedeutung als Schriftsteller
Bekanntheit erlangte er durch seine Beiträge im Frederick Douglass Paper: Er berichtete als Korrespondent aus Brooklyn und diskutierte im Dialog mit James McCune Smith aktuelle politische Themen. 1859 veröffentlichte er unter dem Pseudonym Ethiop seine Afric-American Picture Gallery in The Anglo-African.

## Beruflicher Werdegang
Während Wilsons Familie in New Jersey von der Austernfischerei lebte, scheint er selbst 1837 als Schuster in Manhattan tätig gewesen zu sein. 1841 wurde er Schulleiter der Colored School No. 1 in Brooklyn. Der North Star verzeichnet 1851 eine unter seiner Leitung auf 300 angewachsene Schülerschaft. 1864 oder 1865 übernahm er die Leitung der Third Street School, trat von dem Amt jedoch bald zurück, da ihm seine Tätigkeit als Aktivist und in der Freedman’s Bank wenig Zeit ließ. 1869 wurde er ins Kuratorium der Howard University gewählt.

## Politisches Engagement
Politisch war Wilson 1850 an der Gründung der Gewerkschaft American League of Colored Laborers beteiligt, 1853 wurde er für das National Council of Colored People im Bundesstaat New York nominiert. An der National Convention of Colored Men 1869 in Washington nahm Wilson als Delegierter teil.